# Marijewskij Wysiełok
Marijewskij Wysiełok (ros. Мариевский Выселок) – wieś w Rosji, w rejonie kiczmiengsko-gorodieckim obwodu wołogodzkiego. W 2002 r. liczyła 1 mieszkańca, a w 2010 r. była niezamieszkana.